# Omri
Omri († 869, 874 oder 871 v. Chr.) war ein König Israels. Seine Herrschaft wird auf die Jahre 876 bis 869 v. Chr., demnach auf 7 Jahre Laufzeit (Albright), 885 bis 874 v. Chr., demnach 11 Jahre Laufzeit (Thiele), oder 882/878 bis 871 v. Chr., demnach 7 bzw. 11 Jahre Laufzeit (Bautz, Kirchenlexikon), datiert. Omri war vom Heer zum Herrscher ausgerufen worden. Samaria wurde das Zentrum seiner Macht. Zwischen seinem Königreich mit einem „einfachen Verwaltungsapparat“ und „zentral kontrollierter Monumentalarchitektur“ und den Phöniziern bestanden vielfältige Abhängigkeiten und Beziehungen.

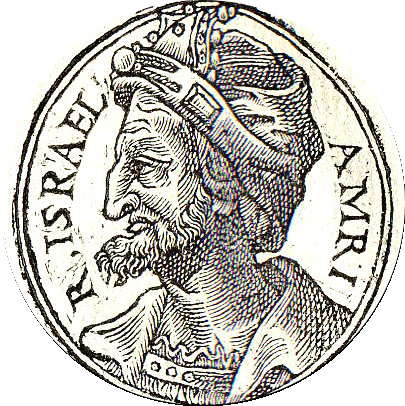
Phantasie-Ikonographie zu König Omri (Guillaume Rouillé, 1553)

## Etymologie
Der Ursprung des Namens hebräisch עָמְרִי ʿåmrî „Omri“ ist ungeklärt. Früher erklärte man ihn als Kurzform des Namens ʿåmrijāhû, hielt eine Ableitung von dem arabischen Verb ʿmr „lange leben / gedeihen“ für möglich und übersetzte den Namen Omri mit „langes Leben [von / für Jhwh]“. Nach einer neueren Theorie erwägt man eine Ableitung von aramäisch ġmr „überfluten / reichlich mit Wasser versorgt sein“. Hans Rechenmacher schlägt „Garbe“ als Übersetzung vor.
Die Septuaginta gibt den Namen als ζαμβρι Zambri und αμβρι ambri wieder, die Vulgata als Amri.

## Biographie

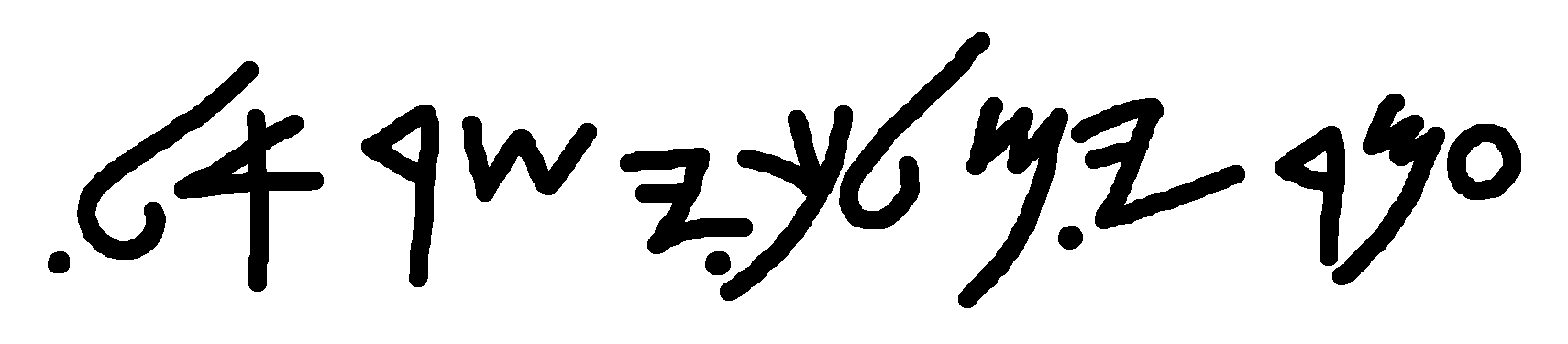
Inschrift auf der Mescha-Stele:Zeilen 4(–5) „Omri, König von Israel(, hat Moab viele Tage gedemütigt.)“, weitere Zeile 7 (Übersetzung aus der Mescha-Stele)

Gemäß dem 1. Buch der Könige (1 Kön 16,8–28 ) war Omri ursprünglich Feldhauptmann und General in der Armee des Ela. Nachdem Ela von Simri getötet worden war, proklamierte das Volk Omri am selben Tage zum König. Er zog nun gegen Simri in Tirza, hebräisch תרצה in den Kampf, dieser brachte sich aber selbst um. Danach machte ein Teil des Volkes Tibni zum König. Omri regierte eine unbekannte Zeit lang neben Tibni, nach dessen Tod wurde er König von ganz Israel. Nach sechs Regierungsjahren erwarb er von einem Mann namens Schemer für zwei Talente einen Berg, der sich gut für die Anlage einer Befestigung eignete und einen weiten Überblick über die umliegende Region ermöglichte. Dort baute er eine neue Stadt, die langen Belagerungen standhalten konnte, Samaria, welche nun zur neuen Hauptstadt Israels aufstieg.
Omri wird in semitischer Alphabetschrift der Moabiter auf einer Stele sowie in keilschriftlichen Inschriften der Assyrer erwähnt, die Israel noch lange nach seinem Tod als „Land des Omri“ oder „Haus von Omri“ bezeichnen.
Omri wird im Tanach einerseits als staatsmännisch kluger König beschrieben, in Sachen Religionspolitik wird er hingegen sogar negativer als seine Vorgänger beurteilt (1 Kön 16,25 ).

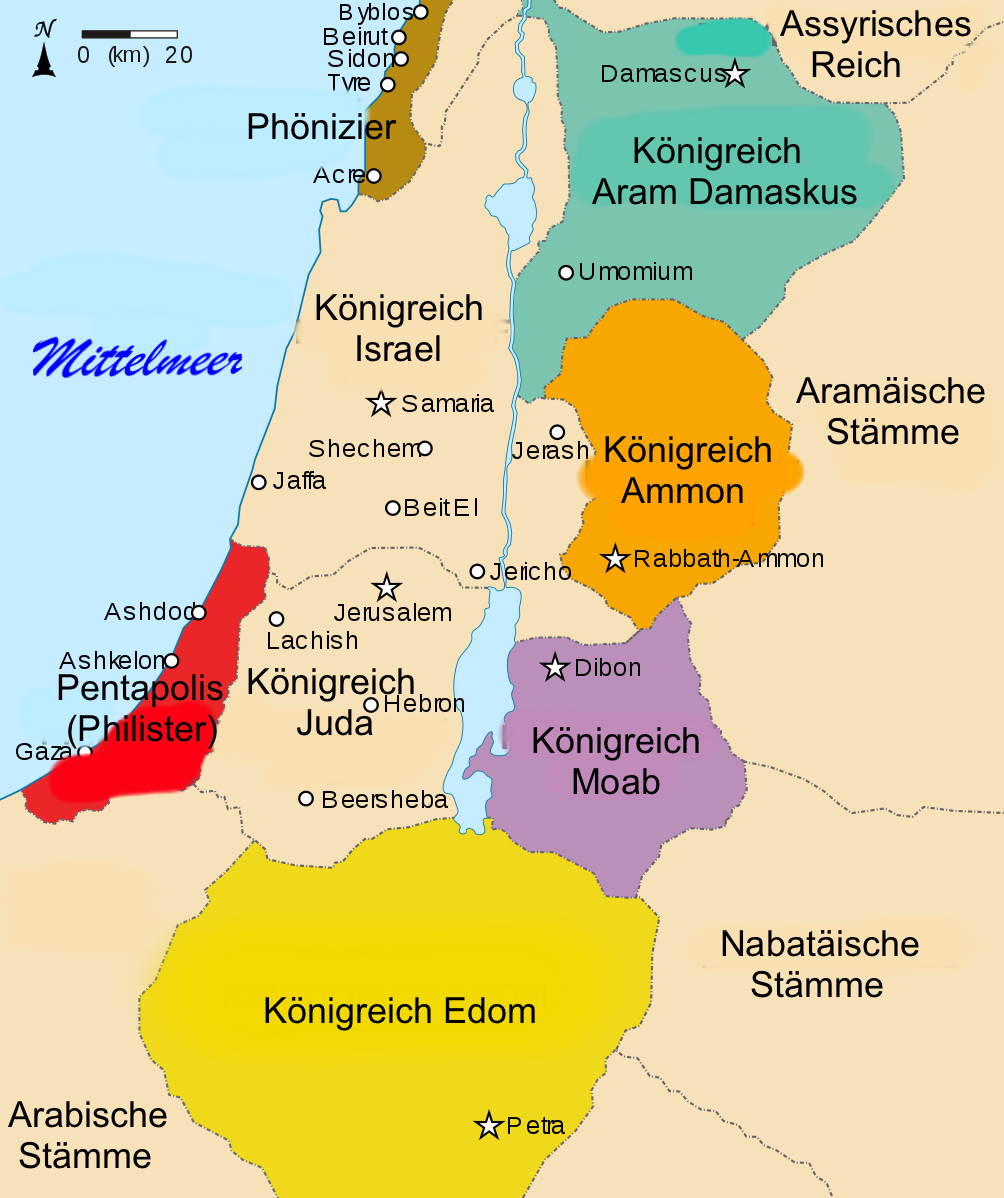
Staatswesen in der Levante um 850 v. Chr.

Die von Omri begründete Herrscherdynastie ist als die der Omriden bekannt. Sein Sohn und Nachfolger war Ahab.